# Escuela Nacional de Guerra
La Escuela Nacional de Guerra de los Estados Unidos (National War College o NWC, por sus siglas en inglés) es una escuela de la Universidad de Defensa Nacional. Tiene su sede en el Salón Roosevelt de Fuerte Lesley J. McNair, Washington, D. C., el tercer puesto del ejército más antiguo aún activo.

## Historia
La Escuela Nacional de Guerra se estableció oficialmente el 1 de julio de 1946, como un reemplazo mejorado para la Escuela de Personal del Ejército y la Marina, que funcionó desde junio de 1943 hasta julio de 1946. La Escuela fue una de las causas favoritas de James Forrestal.

Según el teniente general Leonard T. Gerow, presidente de la junta que recomendó su formación:
El Escuela se ocupa de la gran estrategia y de la utilización de los recursos nacionales necesarios para aplicar esa estrategia. [...] Sus graduados ejercerán una gran influencia en la formulación de la política nacional y exterior tanto en la paz como en la guerra.
Los oficiales militares de nivel medio y superior que probablemente serán promovidos a los rangos más altos son seleccionados para estudiar en la Escuela de Guerra como preparación para convertirse en el personal superior y de puestos de mando. Aproximadamente el 75 por ciento del cuerpo estudiantil está compuesto por una representación equitativa de los servicios de tierra, aire y mar (incluidos los servicios de la Guardia Costera y Marina). El 25 por ciento restante proviene del Departamento de Estado y otros departamentos y agencias federales. Además, los becarios internacionales de varios países se unen al cuerpo estudiantil. El plan de estudios se basa en un análisis crítico de la resolución de problemas estratégicos con énfasis en el liderazgo estratégico. A partir del año académico 2014–2015, el plan de estudios se basa en un estándar básico para toda la Universidad de Defensa Nacional.
Debido a la ubicación privilegiada de Escuela Nacional de Guerra cerca de la Casa Blanca, la Corte Suprema y el Capitolio, a lo largo de su historia ha podido convocar a una variedad de oradores extraordinariamente bien conectados para animar sus discusiones. Todas las conferencias en la Escuela Nacional de Guerra se llevan a cabo bajo una estricta política de «sin citas ni atribuciones» que ha facilitado la discusión sobre algunos de los temas más difíciles del día. 

## Alumnos e influencia

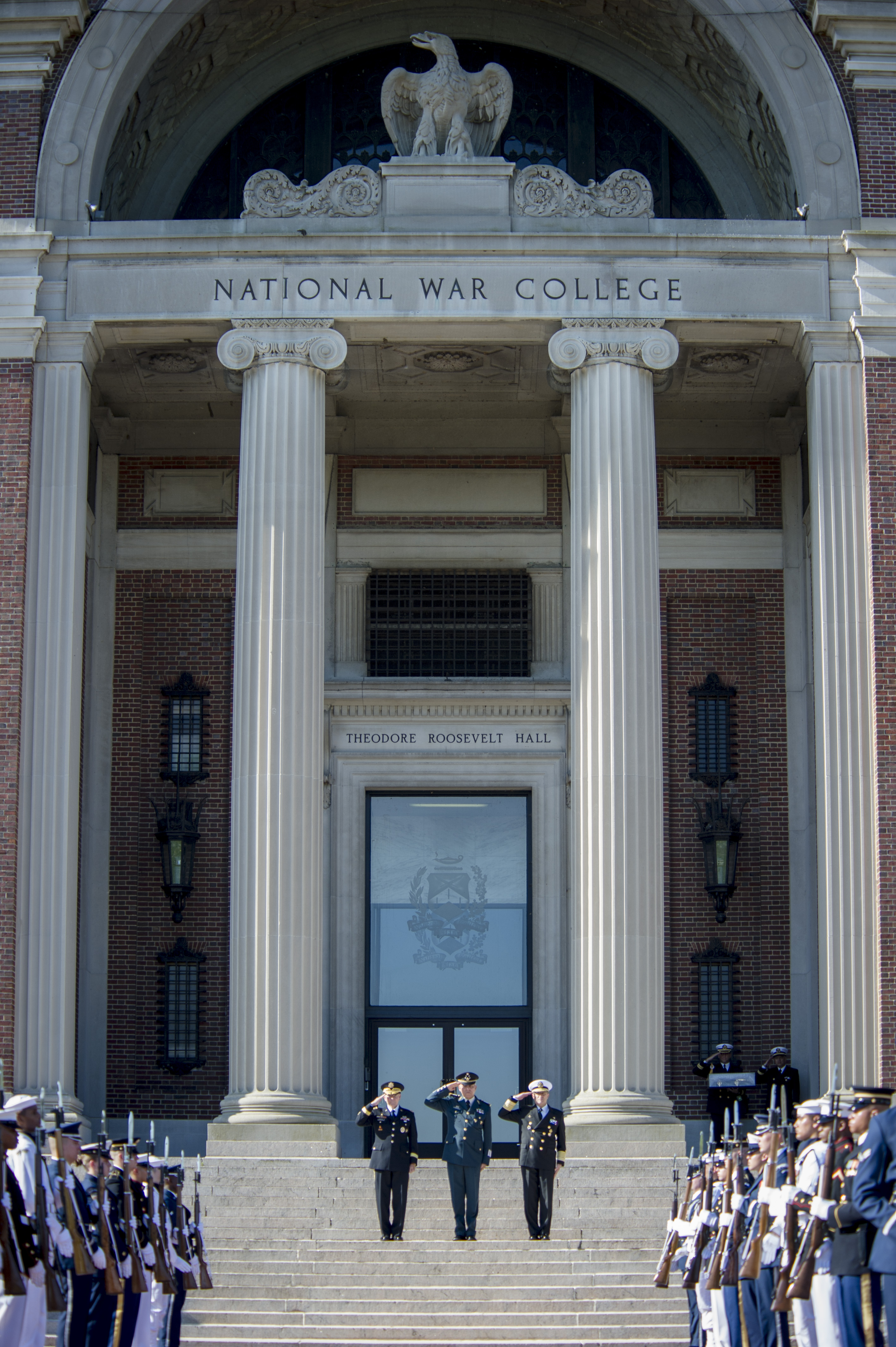
Salón Roosevelt, sede de la Escuela Nacional de Guerra.

Los graduados de la Escuela Nacional de Guerra incluyen a numerosos oficiales de bandera, oficiales generales y embajadores de los Estados Unidos, tanto actuales como anteriores. Los graduados notables incluyen: 
- Colin Powell, exsecretario de Estado de los Estados Unidos y presidente del Estado Mayor Conjunto
- James Mattis, exsecretario de Defensa
- John McCain, exsenador de los Estados Unidos
- Wesley Clark, excomandante supremo aliado de la OTAN en Europa
- Peter Pace, expresidente del Estado Mayor Conjunto
- Hugh Shelton, expresidente del Estado Mayor Conjunto
- Martin Dempsey, expresidente del Estado Mayor Conjunto
- James L. Jones, exasesor de seguridad nacional y comandante supremo aliado de la OTAN en Europa
- Eric Shinseki, exjefe de Estado Mayor del Ejército de los Estados Unidos y secretario de Asuntos de Veteranos
- Elmo Zumwalt, exjefe de operaciones navales de los Estados Unidos
- Robert H. Barrow, comandante del Cuerpo de Marines de los Estados Unidos
- Merrill A. McPeak, exjefe de personal de la Fuerza Aérea de los Estados Unidos
- Arnold W. Braswell, general retirado de la Fuerza Aérea
- John Beyrle, embajador de los Estados Unidos en Rusia
- Edward L. Beach Jr., oficial de submarinos de la Segunda Guerra Mundial y novelista de éxito
- Godfrey McHugh, exasistente militar del presidente John F. Kennedy
- J. Christopher Stevens, difunto embajador de los Estados Unidos en Libia
- John Ray Budner, difunto general de brigada, anteriormente al mando del Centro de Operaciones de Combate del Comando de Defensa Aérea de América del Norte
- Norton A. Schwartz, exjefe de personal de la Fuerza Aérea de los Estados Unidos
- Bernard Brodie, uno de los primeros teóricos nucleares
- Donald Parsons, exagregado militar de los Estados Unidos en Canadá

## Salón Roosevelt
El Salón Roosevelt (construido en 1903-1907) es un edificio de estilo Beaux Arts que alberga la Escuela de Guerra desde sus inicios en 1946. Diseñado por el estudio de arquitectura de Nueva York McKim, Mead and White, ahora está designado Monumento Histórico Nacional y está incluido en el Registro Nacional de Lugares Históricos. 